# Jim Cotter
James Cotter –conocido como Jim Cotter– (Kamloops, 15 de octubre de 1974) es un deportista canadiense que compite en curling.
Ganó una medalla de oro en el Campeonato Pan Continental de Curling Masculino de 2023. Participó en los Juegos Olímpicos de Pyeongchang 2018 como parte del equipo surcoreano, ocupando el quinto lugar en la prueba de mixto doble.

## Palmarés internacional
| Representando a Canadá     |                  |                |        |
| Campeonato Pan Continental |                  |                |        |
| Año                        | Lugar            | Medalla        | Prueba |
| 2023                       | Kelowna (Canadá) | Medalla de oro | Equipo |